# Condicinae
Condicinae es una subfamilia de polillas de la familia Noctuidae, consiste en dos tribus con 20 géneros.

## Géneros
- Condicini Poole, 1995
  - Acosmetia Stephens, 1829
  - Chytonix Grote, 1874
  - Condica Walker, 1856
  - Dysmilichia Speiser, 1902
  - Hadjina Staudinger, 1891
  - Homophoberia Morrison, 1875
  - Niphonyx Sugi, 1982
  - Ogdoconta Butler, 1891
  - Oligonyx Sugi, 1982
  - Perigea Guenée, 1852
  - Prospalta Walker, 1858
  - Pyrrhidivalva Sugi, 1982
- Leuconyctini Poole, 1995
  - Bryocodia Hampson, 1908
  - Crambodes Guenée, 1852
  - Diastema Guenée, 1852
  - Eucarta Lederer, 1857
  - Fotella Grote, 1882
  - Kenrickodes Viette, 1961
  - Leuconycta Hampson, 1908
  - Micrathetis Hampson, 1908